# Ranko Ostojić
Ranko Ostojić (Split, 3. listopada 1962.), hrvatski političar, pravnik, potpredsjednik Vlade i ministar unutarnjih poslova u dvanaestoj Vladi Republike Hrvatske.

## Životopis
Ranko Ostojić rođen je 1962. u Splitu gdje je diplomirao na Pravnom fakultetu. Obrazovao se u Norveškoj i SAD-u. U životopisu koji je objavio prije dvije godine kao kandidat za splitskog gradonačelnika Ostojić je naveo da je već kao srednjoškolac počeo raditi, uglavnom fizičke poslove, a da mu je prvi ozbiljniji posao bio u splitskom ACY-ju gdje je 1988. radio kao prodavač. Nakon povratka s ratišta otvorio je malu prodavaonicu, no 1995. su mu, kaže, ukrali tri tone bakalara te je morao zatvoriti prodavaonicu. Nakon toga je neko vrijeme bio nezaposlen, a onda kao zaposlenik Crvenog križa odlazi u Knin.

## Politička karijera
Bio je splitski gradski vijećnik od 1990. do 1992. Kao zaposlenik Međunarodnoga crvenog križa 1996. i 1997. radio je na kninskom području, a od 1997. do 2000. kao načelnik upravnog odjela za gospodarenje resursima grada Splita. Nakon toga preuzima dužnost načelnika splitske policijske uprave, a 2001. imenovan je ravnateljem policije. Tu dužnost obnaša do siječnja 2004.
Od 2005. do početka kolovoza 2007. bio je član uprave Slobodne Dalmacije, a potom direktor investicija i izgradnje kompleksa tog splitskog dnevnika u Dugopolju.
U 6. sazivu Hrvatskog sabora bio je zastupnik SDP-a, stranke u koju se učlanio 1990. Bio je predsjednik Odbora za unutarnju politiku i nacionalnu sigurnost, član triju odbora – za zakonodavstvo, ratne veterane i međuparlamentarnu suradnju te saborskog izaslanstva u Skupštini Zapadnoeuropske unije. Na 11. Konvenciji SDP-a u svibnju 2008. izabran je za člana predsjedništva.

## Privatni život
Dragovoljac je Domovinskog rata i nositelj Spomenice.
Dugogodišnji je član Saveza izviđača Hrvatske, bavi se vaterpolom i skijanjem. Aktivno govori engleski i norveški jezik.

## Vanjske poveznice
- Službene stranice Vlade RH Arhivirana inačica izvorne stranice od 7. kolovoza 2013. (Wayback Machine)